# Fossa ilíaca esquerda
Fossa ilíaca esquerda ou Inguinal esquerda é uma das nove divisões da anatomia de superfície da parede abdominal. Localiza-se abaixo da região umbilical, próxima ao quadril do lado esquerdo. O principal órgão que se encontra sob esta região é a projeção do cólon sigmóide.

## Outras regiões da parede do abdômen

Linhas superficiais da frente do tórax e abdômen.

- Hipocôndrio direito
- Hipocôndrio esquerdo
- Epigástrio
- Flanco direito
- Flanco esquerdo
- Mesogástrio
- Fossa ilíaca direita
- Hipogástrio